# Pádraig O’Sullivan

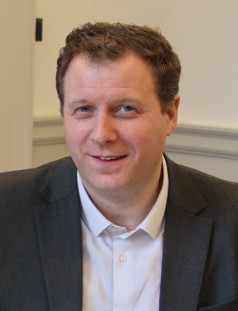
Pádraig O’Sullivan, 2024

Pádraig O’Sullivan (* 11. Mai 1984 in Cork, Irland) ist ein irischer Politiker der Fianna Fáil und Abgeordneter (Teachta Dála) im Dáil Éireann, dem Unterhaus des Oireachtas.

## Biografie
Pádraig O’Sullivan war Lehrer an einer Schule in Fermoy. 2011 beteiligte er sich an der Gründung der Partei New Vision und kandidierte bei den Wahlen zum Dáil Éireann 2011 für den Wahlkreis Cork North-Central. Seine Kandidatur war ohne Erfolg. Im Juli 2012 trat er dann der Fianna Fáil bei. Er wurde 2014 und 2019 für Cobh in den Cork County Council gewählt. Als Billy Kelleher in das Europaparlament gewählt wurde, konnte O’Sullivan die Nachwahl in den Dáil Éireann für sich entscheiden. Seine Kandidatur bei den Wahlen 2020 und 2024 war er erfolgreich.

## Privates
Mit seiner Frau Bernie hat O’Sullivan drei Kinder. 